# Ephalaenia xylina
Ephalaenia xylina es una especie de polilla perteneciente a la familia Geometridae, descrito por primera vez por el entomólogo Eugen Wehrli en 1936, con distribución China. El holotipo de la especie fue descrita en el paso de montaña Yanmen, conocido entonces como Tsekou, a poca distancia de Kangding, al norte de a provincia de Yunnan.